# ديك أولت
ديك أولت (بالإنجليزية: Dick Ault)‏ هو واثب حواجز ‏ ومدرس أمريكي، ولد في 10 ديسمبر 1925 في سانت لويس في الولايات المتحدة، وتوفي في 16 يوليو 2007 في جفرسون سيتي في الولايات المتحدة.

## وصلات خارجية
- ديك أولت على موقع أوليمبيديا (الإنجليزية)
- ديك أولت على موقع قاعة ميسوري للمشاهير الرياضية (الإنجليزية)